# ATP Bukarest

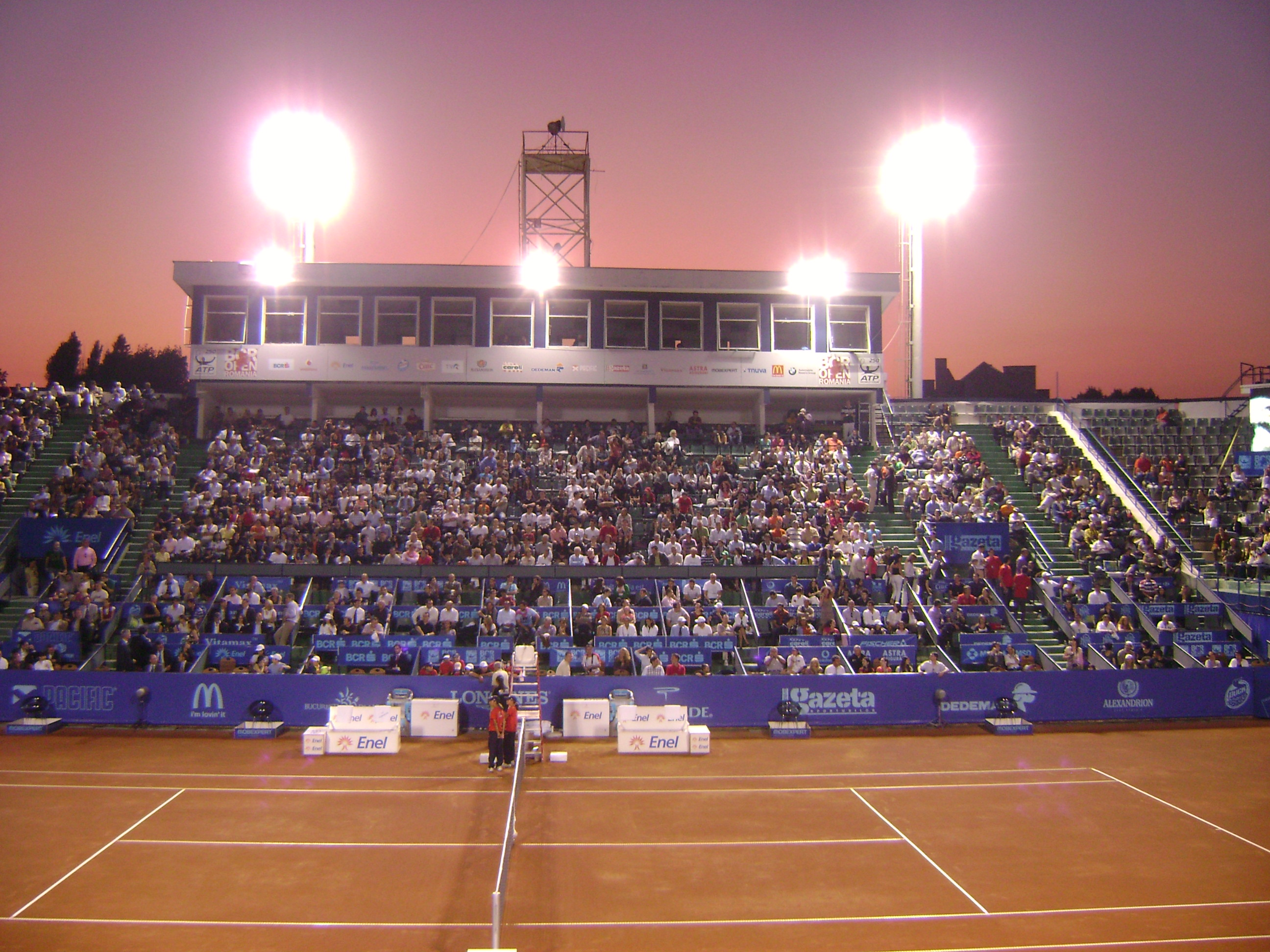
Center Court der Arenele BCR

Das ATP-Turnier von Bukarest (offiziell BRD Năstase Țiriac Trophy) ist ein rumänisches Herren-Tennisturnier. Das auf Sandplatz im Freien gespielte Turnier gehörte zur ATP Tour 250, der niedrigsten Kategorie innerhalb der ATP Tour.

## Geschichte
Der Sandplatzwettbewerb wurde zuerst 1993 in Bukarest ausgetragen und gehörte von zur ATP Tour 250. Es war die Nachfolgeveranstaltung der Cologne Open in Köln. Das Turnier wurde von Beginn an meist im September ausgetragen und war damit eine der letzten Sandplatzveranstaltungen im Tourkalender. Ab der Saison 2012 fand das Turnier im Frühjahr noch vor den French Open statt und erhielt somit einen attraktiveren Termin. Mitveranstalter Ion Țiriac teilte 2016 mit, dass das Turnier ab 2017 in Budapest stattfinden soll. 2024 erwarben die Turnierverantwortlichen die Lizenz des Events in Banja Luka, sodass nach sieben Jahren das Turnier nach Bukarest zurückkehrte. Der Veranstaltungsort war bis 2016 die Arenele BNR. Seit 2024 wird auf dem Gelände des Năstase & Marica Sports Club gespielt.

## Siegerliste
Den Einzelbewerb konnte kein Rumäne für sich entscheiden, im Jahr 2007 erreichte Victor Hănescu jedoch das Finale; im Doppel holten sich hingegen 1998 Andrei Pavel und Gabriel Trifu in einem rein rumänischen Finale den Titel; 2012 bis 2014 und 2016 siegte Horia Tecău und 2015 gewannen Adrian Ungur und Marius Copil. Im Einzel konnte nur der Franzose Gilles Simon mit drei Erfolgen das Turnier mehr als einmal gewinnen, im Doppel siegte Tecău viermal.

### Einzel
| Jahr                        | Sieger                 | Finalgegner            | Finalergebnis  |
| --------------------------- | ---------------------- | ---------------------- | -------------- |
| 2025                        | Flavio Cobolli         | Sebastián Báez         | 6:4, 6:4       |
| 2024                        | Márton Fucsovics       | Mariano Navone         | 6:4, 7:5       |
| 2017–2023: keine Austragung |                        |                        |                |
| 2016                        | Fernando Verdasco      | Lucas Pouille          | 6:3, 6:2       |
| 2015                        | Guillermo García López | Jiří Veselý            | 7:65, 7:611    |
| 2014                        | Grigor Dimitrow        | Lukáš Rosol            | 7:62, 6:1      |
| 2013                        | Lukáš Rosol            | Guillermo García López | 6:3, 6:2       |
| 2012                        | Gilles Simon (3)       | Fabio Fognini          | 6:4, 6:3       |
| 2011                        | Florian Mayer          | Pablo Andújar          | 6:3, 6:1       |
| 2010                        | Juan Ignacio Chela     | Pablo Andújar          | 7:5, 6:1       |
| 2009                        | Albert Montañés        | Juan Mónaco            | 7:62, 7:66     |
| 2008                        | Gilles Simon (2)       | Carlos Moyá            | 6:3, 6:4       |
| 2007                        | Gilles Simon (1)       | Victor Hănescu         | 4:6, 6:3, 6:2  |
| 2006                        | Jürgen Melzer          | Filippo Volandri       | 6:1, 7:5       |
| 2005                        | Florent Serra          | Igor Andrejew          | 6:3, 6:4       |
| 2004                        | José Acasuso           | Igor Andrejew          | 6:3, 6:0       |
| 2003                        | David Sánchez          | Nicolás Massú          | 6:2, 6:2       |
| 2002                        | David Ferrer           | José Acasuso           | 6:3, 6:2       |
| 2001                        | Younes El Aynaoui      | Albert Montañés        | 7:65, 7:62     |
| 2000                        | Juan Balcells          | Markus Hantschk        | 6:3, 3:6, 7:61 |
| 1999                        | Alberto Martín         | Karim Alami            | 6:3, 6:2       |
| 1998                        | Francisco Clavet       | Arnaud Di Pasquale     | 6:4, 2:6, 7:5  |
| 1997                        | Richard Fromberg       | Andrea Gaudenzi        | 6:1, 7:62      |
| 1996                        | Alberto Berasategui    | Carlos Moyá            | 6:1, 7:65      |
| 1995                        | Thomas Muster          | Gilbert Schaller       | 6:4, 6:3       |
| 1994                        | Franco Davín           | Goran Ivanišević       | 6:2, 6:4       |
| 1993                        | Goran Ivanišević       | Andrei Tscherkassow    | 6:2, 7:65      |

### Doppel
| Jahr                        | Sieger                                     | Finalgegner                             | Finalergebnis       |
| --------------------------- | ------------------------------------------ | --------------------------------------- | ------------------- |
| 2025                        | Marcel Granollers Horacio Zeballos         | Jakob Schnaitter Mark Wallner           | 7:63, 6:4           |
| 2024                        | Sadio Doumbia Fabien Reboul                | Harri Heliövaara Henry Patten           | 6:3, 7:5            |
| 2017–2023: keine Austragung |                                            |                                         |                     |
| 2016                        | Florin Mergea Horia Tecău (4)              | Chris Guccione André Sá                 | 7:5, 6:4            |
| 2015                        | Marius Copil Adrian Ungur                  | Nicholas Monroe Artem Sitak             | 3:6, 7:5, [17:15]   |
| 2014                        | Jean-Julien Rojer Horia Tecău (3)          | Mariusz Fyrstenberg Marcin Matkowski    | 6:4, 6:4            |
| 2013                        | Maks Mirny Horia Tecău (2)                 | Oliver Marach Lukáš Dlouhý              | 4:6, 6:4, [10:6]    |
| 2012                        | Robert Lindstedt Horia Tecău (1)           | Jérémy Chardy Łukasz Kubot              | 7:62, 6:3           |
| 2011                        | Daniele Bracciali Potito Starace           | Julian Knowle David Marrero             | 3:6, 6:4, [10:8]    |
| 2010                        | Juan Ignacio Chela Łukasz Kubot            | Marcel Granollers Santiago Ventura      | 6:2, 5:7, [13:11]   |
| 2009                        | František Čermák Michal Mertiňák (2)       | Johan Brunström Jean-Julien Rojer       | 6:2, 6:4            |
| 2008                        | Nicolas Devilder Paul-Henri Mathieu        | Mariusz Fyrstenberg Marcin Matkowski    | 7:64, 6:79, [22:20] |
| 2007                        | Oliver Marach Michal Mertiňák (1)          | Martín Alberto García Sebastián Prieto  | 7:62, 7:68          |
| 2006                        | Mariusz Fyrstenberg Marcin Matkowski       | Martín Alberto García Luis Horna        | 6:75, 7:65, [10:8]  |
| 2005                        | José Acasuso Sebastián Prieto              | Victor Hănescu Andrei Pavel             | 6:3, 4:6, 6:3       |
| 2004                        | Lucas Arnold Ker (2) Mariano Hood          | José Acasuso Óscar Hernández            | 7:65, 6:1           |
| 2003                        | Karsten Braasch Sargis Sargsian            | Simon Aspelin Jeff Coetzee              | 7:67, 6:2           |
| 2002                        | Jens Knippschild Peter Nyborg              | Emilio Benfele Álvarez Andrés Schneiter | 6:3, 6:3            |
| 2001                        | Aleksandar Kitinov Johan Landsberg         | Pablo Albano Marc-Kevin Goellner        | 6:4, 6:75, [10:6]   |
| 2000                        | Alberto Martín Eyal Ran                    | Devin Bowen Mariano Hood                | 7:64, 6:1           |
| 1999                        | Lucas Arnold Ker (1) Martín Alberto García | Marc-Kevin Goellner Francisco Montana   | 6:3, 2:6, 6:3       |
| 1998                        | Andrei Pavel Gabriel Trifu                 | George Cosac Dinu Pescariu              | 7:62, 7:64          |
| 1997                        | Luis Lobo Javier Sánchez                   | Hendrik Jan Davids Daniel Orsanic       | 7:5, 7:5            |
| 1996                        | David Ekerot Jeff Tarango (2)              | David Adams Menno Oosting               | 7:6, 7:6            |
| 1995                        | Mark Keil Jeff Tarango (1)                 | Cyril Suk Daniel Vacek                  | 6:4, 7:6            |
| 1994                        | Wayne Arthurs Simon Youl                   | Jordi Arrese José Antonio Conde         | 6:4, 6:4            |
| 1993                        | Menno Oosting Libor Pimek                  | George Cosac Ciprian Porumb             | 7:6, 7:6            |